# مایلز اندرسون (بازیکن فوتبال)
مایلز اندرسون (انگلیسی: Myles Anderson؛ زادهٔ ۹ ژانویهٔ ۱۹۹۰) بازیکن فوتبال اهل بریتانیا است.
از باشگاه‌هایی که در آن بازی کرده‌است می‌توان به باشگاه فوتبال بلکبرن روورز، باشگاه فوتبال کیه‌وو ورونا، باشگاه فوتبال ارورا پرو پاتریا ۱۹۱۹، باشگاه فوتبال بارو، باشگاه فوتبال اکستر سیتی، باشگاه فوتبال مونتسا، باشگاه فوتبال آلدرشات تاون، باشگاه فوتبال آبردین، و باشگاه فوتبال لیتون اورینت اشاره کرد.